# Drei
Die Drei (3) ist die natürliche Zahl zwischen zwei und vier. Sie ist ungerade und eine Primzahl. Die Vorsilbe „Tri-“ steht ebenfalls für die Dreizahl und kommt in vielen wissenschaftlichen Namen vor.

## Mathematik
Drei ist die erste ungerade Primzahl und die zweitkleinste nach der Zwei. Gleichzeitig ist sie die erste Mersenne-Primzahl ({\displaystyle 2^{2}-1}), die erste Fermat-Primzahl ({\displaystyle 2^{2^{0}}+1}), sowie die zweite Sophie-Germain-Primzahl und der zweite Mersenne-Primzahl-Exponent. Sie ist die vierte Zahl der Fibonacci-Folge und die Zweite, die einmalig ist.
Das Dreieck ist die einfachste geometrische Figur in der Ebene. Mit der Berechnung seiner Größen beschäftigt sich die Trigonometrie.
Erst drei Punkte können eine Fläche aufspannen (definieren).
Dreierregel: Ist die Quersumme einer Zahl im Dezimalsystem ein Vielfaches von drei, ist die zugrundeliegende Zahl durch drei teilbar.
Der Dreisatz ist ein mathematisches Lösungsverfahren zur Lösung von Verhältnisaufgaben.

## Darstellung

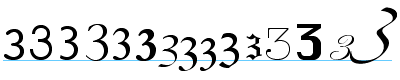
Die 3 in verschiedenen Darstellungen und Schrifttypen

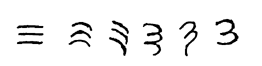
Entwicklung zum Zahlzeichen 3

Ziffer 3 auf einer 7-teiligen Segmentanzeige dargestellt.

Drei ist in den meisten Schriftsystemen die größte Zahl, die mit ebenso vielen Strichen geschrieben wird, wie die repräsentierte Zahl. So gingen die Römer bei der Darstellung der Zahl 4 von ursprünglich IIII auf IV über, jedoch wird 3 bei den römischen Zahlen, wie im Chinesischen, mit drei Strichen dargestellt – erstere vertikal (III), letztere horizontal.
Die indische Brahmi-Zahl für drei wurde wie die chinesische mit drei horizontalen Linien geschrieben, während die Gupta die drei Linien mehr gebogen darstellten (dazu die Abbildung rechts, 1. und 2. Skizze von links). Die Nagari gingen dazu über, die noch horizontalen Linien am rechten Ende im Uhrzeigersinn abwärts zu ziehen (s. Abb. 3). Nach und nach verbanden sie die Linien mit der jeweils darunter liegenden und entwickelten so ein Zeichen, das der modernen 3 schon sehr ähnlich sah, allerdings mit einem zusätzlichen Abstrich an der Basis (s. Abb. 4 & 5). Schließlich waren es die Araber des Maghreb, die mit der Ghubar-Schrift den „Extraschnörkel“ beseitigten und so die moderne 3 entwickelten (s. Abb. 6). Im Gegensatz dazu war der Extraschnörkel für die Ostaraber sehr wichtig: Sie machten ihn viel größer, während sie gleichzeitig die darüberliegenden Striche in eine horizontale Achse rotierten. Auf diese Weise entwickelte sich eine Drei (٣), die wie eine gespiegelte Sieben aussah, mit zwei Erhöhungen auf der obersten Linie.
Das chinesische Zahlzeichen ist chinesisch 三, Pinyin sān, in formaler (d. h. schwerer fälschbarer) Schreibweise chinesisch 叁, Pinyin sān. Weil das chinesische Wort ähnlich wie der Begriff für „lebendig“ (chinesisch 生, Pinyin shēng) klingt, gilt drei in China als „gute Zahl“.

### Sprachen
Nicht alle Sprachen haben ein eigenes Zahlwort für die Zahl drei. Einige Sprachen wie die der Torres-Strait-Insulaner kennen nur Wörter für die 1 und die 2, mit denen durch Kombination die Zahlen 3, 4, 5 und 6 dargestellt werden. Größere Mengen werden lediglich mit „viel“ bezeichnet. Einige austronesische und australische Sprachen haben andererseits einen eigenen Numerus für die Dreiheit, den Trial, bewahrt.
In Fremdwörtern sowohl aus dem Lateinischen als aus dem Griechischen steht die Wurzel tri für die Zahl drei, in Trikolore, Triops. Ferner ist die lateinische Ordnungszahl tertius (der dritte) und die Multiplikativform triplus (dreifach) in Form der Wurzeln terz bzw. tripel in deutsche Fremdwörter eingegangen, Terz und Tripelspiegel.
Im Lateinischen werden nur die Zahlen von 1 bis 3 (ebenso ambō beide), die Hunderter von ducentī bis nōngentī und der Plural mīlia (Tausende) dekliniert.

### Ordnungszahl
Während bei den meisten Zahlen zur Bildung der Ordnungszahl einfach eine Endung an die Grundzahl gehängt wird (zwei-ter, zwanzig-ster, dreißig-ster), haben die Zahlen 1 und 3 und ihre Zusammensetzungen unregelmäßige Formen (erster, dritter; hunderterster, hundertdritter).
Im Englischen haben nur die Ordnungszahlen von 1 bis 3 (first, second, third) und ihre Zusammensetzungen (twenty-third) eigene Formen, die übrigen enden auf -th (fourth, fifth, one hundredth).
Der dritte Teil eines Ganzen wird als Drittel (früher auch Dritteil bezeichnet.

## Religion
Göttliche Triaden (Dreiheiten, d. h. drei verschiedene, zusammengehörende Gottheiten), oft bestehend aus Vater, Mutter und Kind, sind aus den meisten Mythologien bekannt:
- Die drei Haupttürme des Prambanan-Trimurti-Tempelkomplexes aus dem 9. Jahrhundert, der größten hinduistischen Tempelanlage in IndonesienGriechische Mythologie

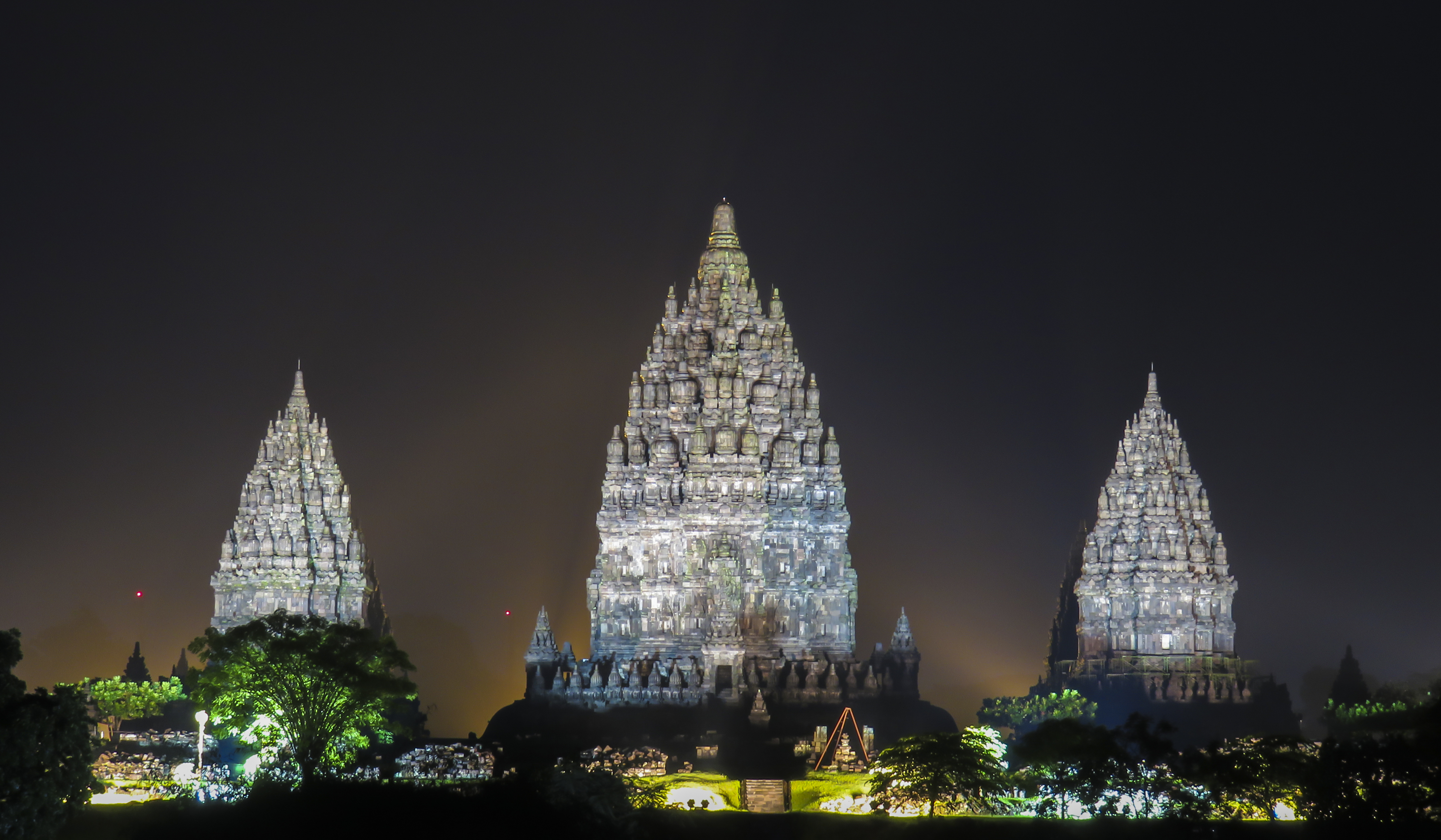
Die drei Haupttürme des Prambanan-Trimurti-Tempelkomplexes aus dem 9. Jahrhundert, der größten hinduistischen Tempelanlage in Indonesien

  - Die Dreiheit der Götter Zeus, Poseidon und Hades teilt sich die Herrschaft über Menschen und Götter.
  - Viele Götter- und andere mythische Gestalten treten in Dreiheit auf, so die Chariten, Erinnyen, Gorgonen, Graien, Hekatoncheiren, Horen, Kyklopen, Moiren, Musen und Sirenen.
- Römischen Mythologie: Jupiter, Juno und Minerva
- Ägyptische Mythologie: Isis, Osiris und Horus
- Heidentum und Neuheidentum: Dreifaltigkeit der Großen Göttin: Jungfrau („Liebesgöttin“), Mutter („Fruchtbarkeitsgöttin“) und Altes Weib („Todesgöttin“); jeweils zuständig für den Frühling, den Sommer und den Winter.

Für die altorientalische babylonische Religion haben Zahlen eine mystische Bedeutung. Die mystische Bedeutung der drei entspringt der Dreiteilung des Kosmos in drei Sphären der Fixsterne; ebenso die Dreiteilung der irdischen Sphäre, in Lufthimmel, Erde und Ozean. Genauso lässt sich die Trias Vater, Mutter, Sohn (Enki, Ninḫursanga, Marduk) damit in Verbindung bringen.

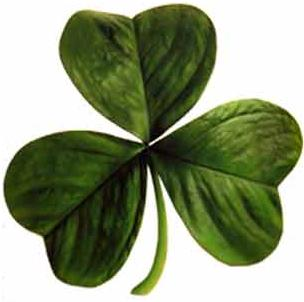
Kleeblatt als Symbol für die Trinität

Am dritten Tag der Schöpfung im Christentum und im Judentum trennte Gott das Wasser vom Land und erschuf Pflanzen, darunter Bäume, Gräser und Samen. Das dritte der Zehn Gebote fordert dazu auf, den Sonntag (Sabbat) zu heiligen.

### Judentum
In der jüdischen mystischen Tradition der Kabbala glaubt man, dass die Seele aus drei Teilen besteht, wobei der höchste Teil Neshamah („Atem“), der mittlere Ruach („Wind“ oder „Geist“) und der niedrigste Nefesh („Ruhe“) ist.
In der christlichen Zahlensymbolik ist drei unter anderem ein Symbol für die Dreifaltigkeit (Trinität) Gottes aus Vater, Sohn und heiligem Geist.

### Christentum
Die Dreieinigkeit Gottes oder Trinität, ist die Wesenseinheit Gottes in drei Personen und ein zentrales Glaubensbekenntnis im Christentum. Der Heilige Patrick soll der Legende nach die Iren mit einem Kleeblatt über die Trinität aufgeklärt haben.
Andere Beispiele sind die Heilige Familie, die Heiligen Drei Könige, die dreimalige Verleugnung von Jesus durch den Apostel Petrus, drei Stunden währte die Finsternis bevor Jesus am Kreuz starb (Mt 27,45) und die Auferstehung Christi am dritten Tag. Im Gegensatz zur Zahl Vier der weltlichen Sphäre wurde im Mittelalter die Drei der spirituellen Sphäre zugeordnet. Der Heilige Patrick soll der Legende nach die Iren mit einem Kleeblatt über die Dreieinigkeit Gottes aufgeklärt haben.
Es gibt drei christliche Initiationssakramente, die Taufe, die Firmung (Myronsalbung) und die Eucharistie. In den Kirchen katholischer und orthodoxer Tradition gibt es die Weihe zum dreifachen apostolischen Amt von Diakon, Presbyter (Priester) und Bischof.
Mit der Sammelbezeichnung Drei Kappadokier bzw. Drei kappadokische Väter sind die drei kappadokischen Theologen Basilius der Große, Gregor von Nyssa und Gregor von Nazianz gemeint. Die Drei Hierarchen des Christlichen Orients, Basilius der Große, Johannes Chrysostomos und Gregor der Theologe, spielten eine entscheidende Rolle in der Christlichen Theologie.
Nach Auffassung der deutschen Benediktinerin und Ärztin Hildegard von Bingen, gibt es drei Lebenspfade für den Menschen. Nur wenn er die drei Aspekte, Seele, Leib und Sinne bei der Lebensführung ausgewogen berücksichtigt, bleibt der Mensch gesund.
Die drei Geheimnisse von Fátima sind Teile einer Botschaft, die die drei Hirtenkinder Lúcia dos Santos, Jacinta Marto und Francisco Marto am 13. Juli 1917 bei der dritten Marienerscheinung in Fátima (Portugal) laut ihren Aussagen empfangen haben und nicht veröffentlichen durften.

### Buddhismus
Im Buddhismus gibt es drei Hauptströme, Hinayana („Kleines Fahrzeug“) oder Theravada („Lehre der Älteren“), Mahayana („Großes Fahrzeug“) und Vajrayana (im Westen meist als Tibetischer Buddhismus bekannt).
Die älteste Zusammenfassung buddhistischen Schriftgutes heißt Tipitaka (Sanskrit: Tripitaka, deutsch: „Dreikorb“, auch Pali-Kanon) und besteht aus den drei Teilen Abhidhammapitaka, Suttapitaka (Korb der Lehrreden) und dem Vinayapitaka.
Als die drei Daseinsmerkmale werden die Merkmale bezeichnet, die allen physischen und psychischen Phänomenen des Daseins innewohnen:
- anicca – Alles ist vergänglich und dem Wandel unterworfen.
- dukkha – Alles ist dem Leiden unterworfen. Der Begriff kann auch Unbefriedigendheit bedeuten.[7]
- anatta – Alle Dinge und Phänomene existieren ohne einen unveränderlichen Wesenskern und entstehen abhängig von anderem.[7]

Die Drei Juwelen (Pāḷi: Tiratana, Skt.: Triratna; auch: Drei Kostbarkeiten, dreifache Edelsteine, Drei Schätze) bezeichnen im Buddhismus, den Lehrer (Buddha) die Lehre (Dharma) und die Gemeinschaft der Praktizierenden (Sangha). Indem jemand Zuflucht zu diesen Drei nimmt, bezeugt er seine Zugehörigkeit zur Gemeinschaft der Buddhisten und gilt als Buddhist.
Eine Wahrheit des Buddhismus lautet, dass das Leid in Abhängigkeit von Ursachen entsteht, nämlich im Wesentlichen durch die Drei Geistesgifte, die in deutscher Übersetzung meist als „Gier“, „Hass“ und „Unwissenheit / Verblendung“ bezeichnet werden.
Im Zen-Buddhismus werden drei Niederwerfungen, die Sanpai (japanisch 参拝), praktiziert. Wobei san „sich beteiligen“ (gleichgeschrieben mit der literarische Schreibung der Zahl Drei 参 san) und pai „Niederwerfung“ bedeutet. Die rituellen Niederwerfungen bringen die tiefe Achtung und Dankbarkeit zum Ausdruck.

### Hinduismus
Die Trimūrti („drei Formen“ oder „Dreieinigkeit“) sind die Dreifaltigkeit der höchsten Göttlichkeit im Hinduismus. Schöpfung, Bewahrung und Zerstörung werden als Dreiklang von Gottheiten personifiziert. Typischerweise ist Brahma, der Schöpfer, Vishnu, der Bewahrer, und Shiva, der Zerstörer.
Während die drei Doshas („Schwäche“) die Grundlage der ayurvedischen Medizin und der brahmanische Heilkunde (Tridosalehre) sind, sind die drei Gunas die grundlegende Handlungen im vedischen Wissenssystem.

### Daoismus
Die Drei Schätze (Chinesisch: 三寶; Pinyin: sānbǎo; Wade-Giles: san-pao) sind die drei Grundtugenden des Daoismus.
Die Drei Reinen (pinyin: Sānqīng), auch übersetzt als die Drei Reinen, die Drei Unberührten, die Drei Göttlichen Lehrer, die Drei Klarheiten oder die Drei Reinheiten, sind die drei höchsten Götter im taoistischen Pantheon. Sie gelten als reine Manifestationen des Tao und als Ursprung aller empfindungsfähigen Wesen, zusammen mit den „Herren der drei Lebensprinzipien oder 'Atem' (Qi)“ Sie waren auch Götter, die „mit dem Himmel, der Erde und der Unterwelt verbunden“ waren.
Zur Bedeutung von drei in der chinesischen Zahlensymbolik siehe Chinesische Zahlen.

### Sonstiges
Das dritte Tierkreiszeichen sind die Zwillinge.

## Trivia

### Redensarten

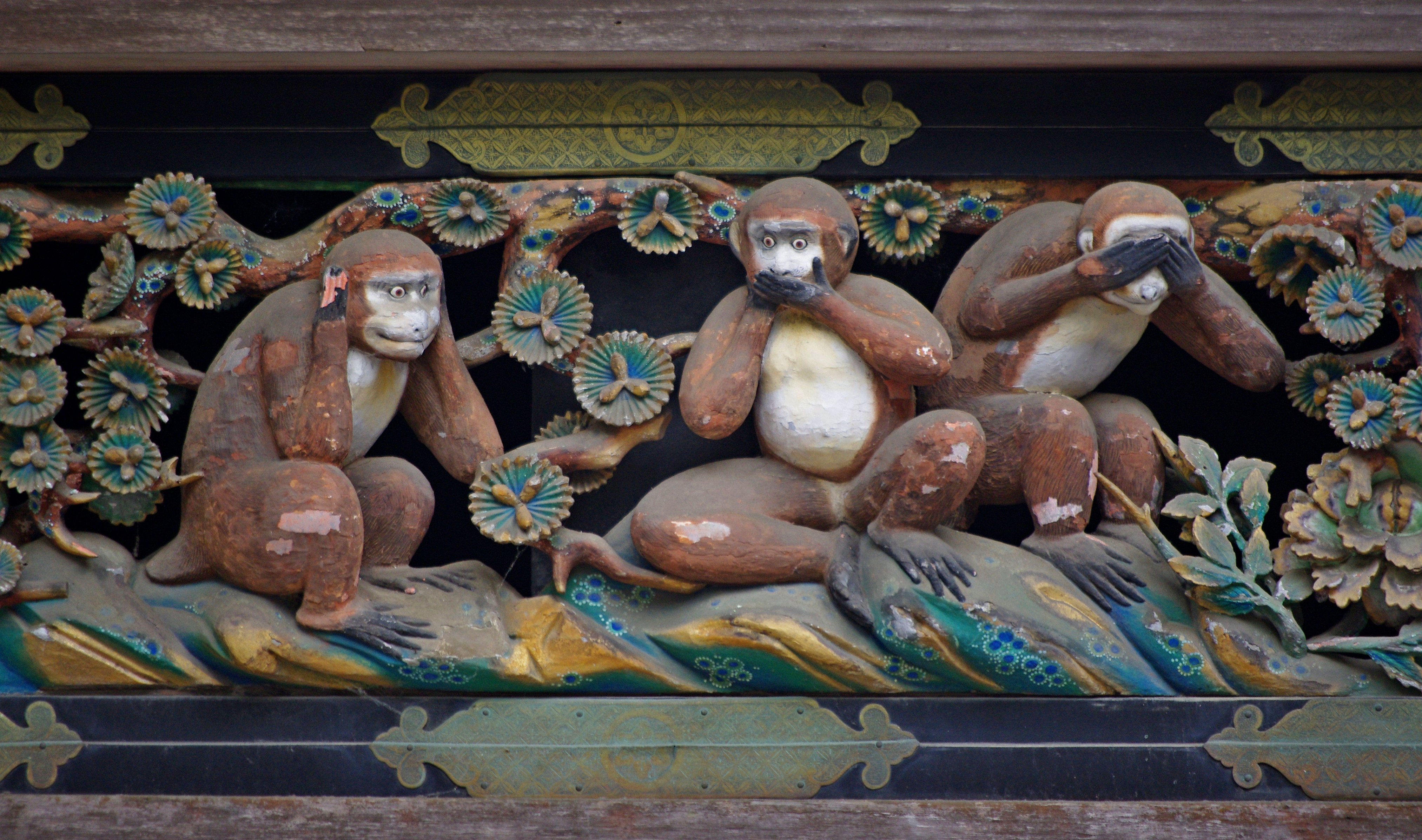
Die Drei Affen von Nikkō

Die Redewendung Aller guten Dinge sind drei, stammt aus germanischer Zeit und meint mit Dinge die Volks- und Gerichtsversammlungen Thing, bei denen nach germanischer Sitte Recht gesprochen wurde. Der Angeklagte wurde dreimal geladen zu erscheinen. Tat er das nicht, wurde er in Abwesenheit verurteilt. Auch wurde ein Thing jährlich dreimal abgehalten. Die Brüder Grimm führen die Wendung als Sprichwort „alle gute ding sind drei“ in ihrem Deutschen Wörterbuch von 1854 auf.
Drei Kreuze schlagen/machen (etwas überstanden haben, froh sein, erleichtert sein) leitet sich vom Bekreuzigen der Christen, das Überstehen einer Aufgabe oder Prüfung symbolisiert und dem christlichen Sinnbild der Dreifaltigkeit ab.
Flotter Dreier, kurz Dreier genannt, ist die umgangssprachliche Redensart für die Ausübung von Sex, an dem drei Personen beteiligt sind und stellt damit die kleinstmögliche Variante von Gruppensex dar.

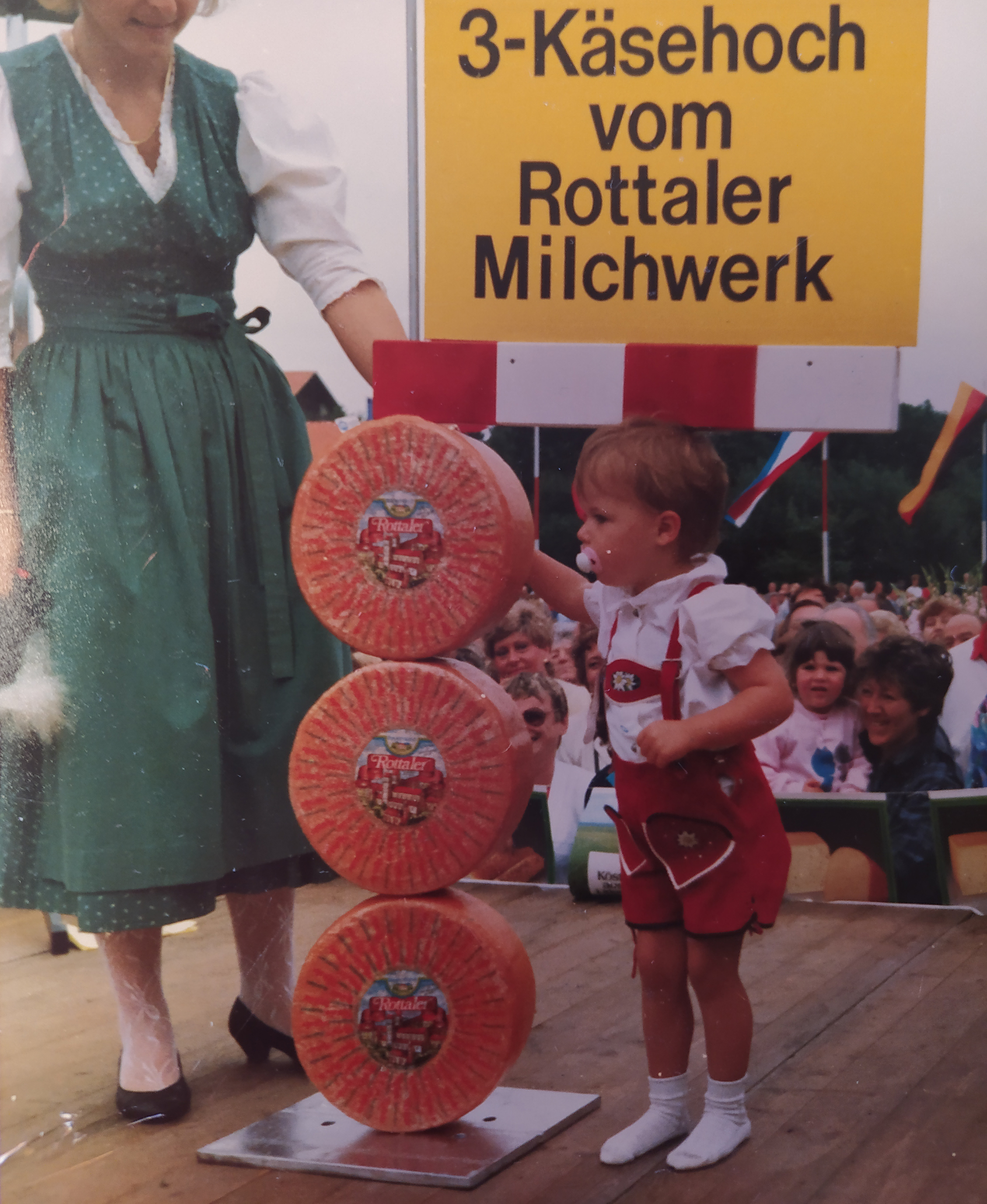
Dreikäsehoch mit drei Käselaiben

Bis drei zählen. Drei Impulse, die in gleichen Zeitabständen erfolgen, machen den dritten Impuls vorhersehbar. Somit sind drei Schläge die kürzeste Möglichkeit, einen Startmoment oder dergleichen anzusagen. Daher genügt es, bis drei zu zählen, wenn mehrere Personen etwas im selben Moment tun sollen, z. B. im Spiel Schere, Stein, Papier. Auch viele Abzählreime zählen bis drei.
Ein Dreitagebart ist ein sehr kurzer Bart, bei dessen Pflege nur ganz kurze Bartstoppeln stehengelassen werden
Weitere Redensarten:

- Alles, was nicht bei drei auf den Bäumen ist (es wird nichts verschont, was in greifbarer Nähe ist)
- ein Gesicht machen wie drei Tage Regenwetter (ein unzufriedenes, unglückliches Gesicht machen)
- Dreikäsehoch; Bezeichnung für ein Kind (oft männlich)[21]
- ewig und drei Tage (Übertreibung für sehr lange Zeit)[22]
- drei Meilen gegen den Wind
- drei ist einer zu viel (Gegenteilige Redewendung)
- in drei Teufels Namen (Verstärkung der Aussage)[23]
- nicht bis drei zählen können (Umschreibung von dumm, beschränkt, blöd)[24]
- sich jemanden drei Schritte vom Leib halten
- dreimal auf Holz klopfen (bringt Glück und wehrt Unglück, Krankheit und Unfälle ab.)

### Zeiteinheiten
März ist der dritte Monat und Mittwoch ist der dritte Wochentag.

### Physik
Im Raum und der Geometrie gibt es die drei Raumdimensionen Breite, Länge und Höhe oder verallgemeinert die Achsenrichtungen X, Y und Z eines Koordinatensystems. Die orientierte Verkettung von 3 Richtungen im Raum kann durch eine Dreifingerregel veranschaulicht werden, etwa im Elektromagnetismus.
In der Wärmelehre oder Thermodynamik spielt die Zahl 3 beim Tripelpunkt auch Dreiphasenpunkt eines Stoffes eine Rolle. An diesem Punkt befinden sich drei Phasen (fest, flüssig, gasförmig) gleichzeitig im Gleichgewicht. Außerdem ist der dritte Hauptsatz der Thermodynamik relevant, der besagt, dass die Entropie eines Systems gegen Null geht, wenn die Temperatur gegen den absoluten Nullpunkt geht. Anders gesagt ein Systems, in dem Temperatur und Druck dreier Phasen im thermodynamischen Gleichgewicht stehen.
In der Quantenmechanik gibt es drei Valenzquarks in den Baryonen, wie zum Beispiel den Neutronen und Protonen. Ein Atom besteht aus drei Teilchenarten: Protonen, Neutronen und Elektronen.

### Astronomie
Bei der Berechnung von Bahnkurven (Himmelsmechanik) stößt man auf das sogenannte Dreikörperproblem. Als dreifache Konjunktion wird die dreimalige scheinbare Begegnung zweier Planeten am Sternhimmel bezeichnet.
Am nördlichen Sternenhimmel sind das Frühlingsdreieck, das Sommerdreieck und das Winterdreieck sichtbar, die aus den hellen Hauptsternen verschiedener Sternbilder gebildet werden.
Die Erde ist von der Sonne aus gesehen der dritte Planet im Sonnensystem.
Der große Asteroid Juno trägt die Nummerierung 3.

### Chemie
Die Entdeckung atomarer Triaden, die sich mit den Elementen einer Gruppe oder Spalte des Periodensystems beschäftigt, wurde als eine Form der Numerologie bezeichnet, die schließlich zur Entstehung des Periodensystems führte. Obwohl die Methode nicht mit jedem Triplett funktioniert, basierten manche wissenschaftliche Arbeiten in der Folge auf dieser Beobachtung.
Lithium ist ein chemisches Element mit der Ordnungszahl 3 im Periodensystem der Elemente.

### Biologie
Die zweiseitig symmetrischen Tiere entwickeln drei Keimblätter: Entoderm, Mesoderm und Ektoderm.
Die Dreispitz-Konusspinne ist eine Art der Webspinnen.
Die Dreifinger-Faultiere stellen eine der zwei heute noch bestehenden Linien der Faultiere dar.
Zur Farbwahrnehmung besitzt der Mensch drei Sorten von Farbsinneszellen (Zapfen) für unterschiedliche Spektralbereiche. Dementsprechend sieht der Mensch die drei Grundfarben Rot, Gelb und Blau, siehe Dreifarbentheorie.

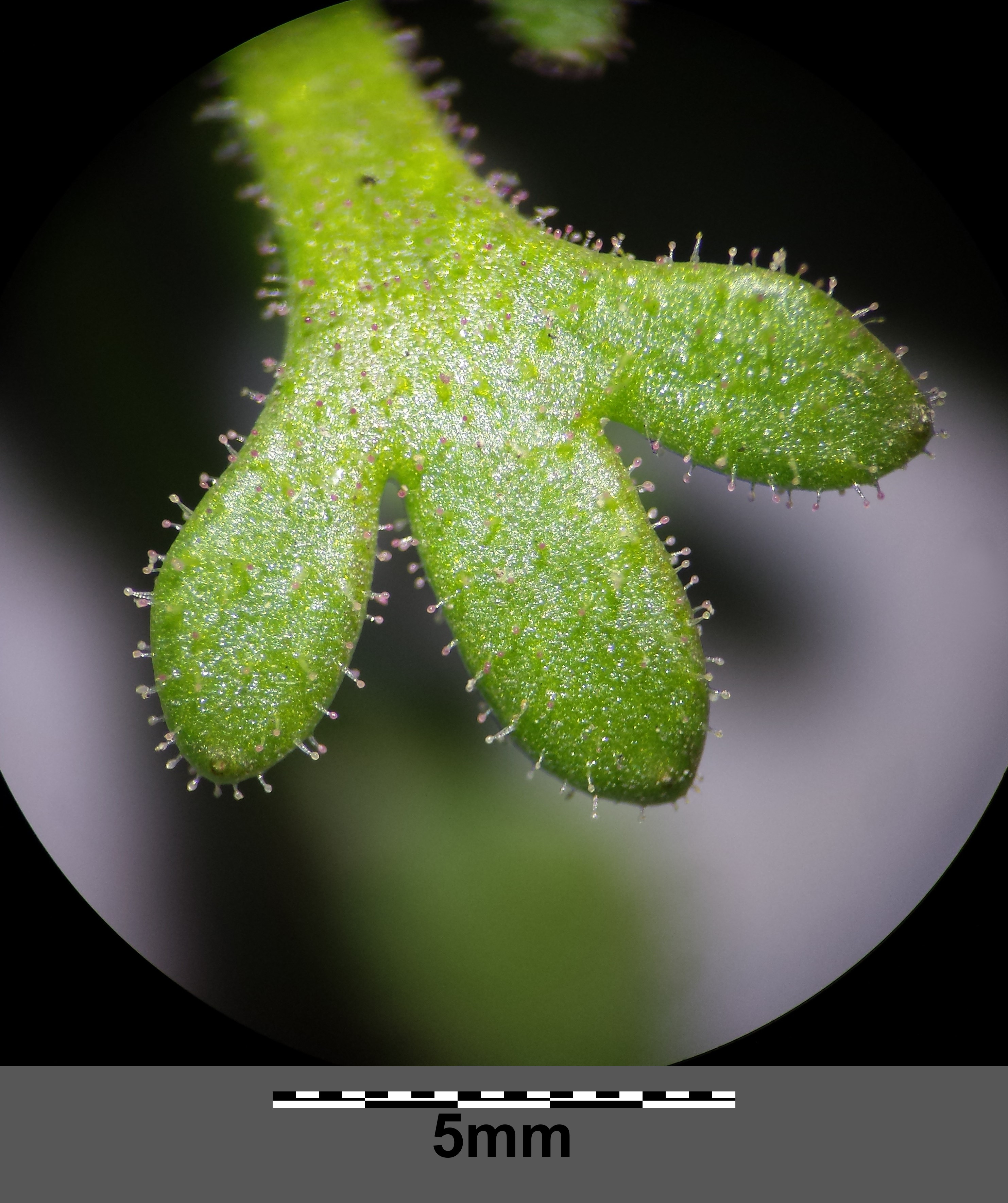
Laubblatt mit Drüsenhaaren des Dreifinger-Steinbrech

Der Dreifinger-Steinbrech auch Dreifingeriger Steinbrech oder Finger-Steinbrech genannt, ist eine Pflanzenart. Der Dreiteilige Ehrenpreis oder Dreiblättriger Ehrenpreis bezeichnet, ist wie der Dreifinger-Steinbrech, eine Pflanzenart aus der Gattung Ehrenpreis.
Der Dreispitz-Ahorn, auch Dreizahn-Ahorn genannt, ist eine Pflanzenart aus der Gattung der Ahorne die in Japan, Taiwan und China verbreitet ist.
Die Dreispitzige Jungfernrebe oft auch Dreiblättrige bzw. Dreilappige Jungfernrebe, wird wie andere ähnliche Arten Wilder Wein genannt.
Der Dreiteilige Zweizahn ist eine Pflanzenart in der Familie der Korbblütler, die in Eurasien und Nordamerika verbreitet ist.
Die Dreimasterblumen (Tradescantia) werden auch Gottesaugen genannt. Der Trivialname „Dreimasterblumen“ bezieht sich auf die dreieckige Blütenform, die der Hutform eines Dreispitz oder Dreimasters ähnelt.
Der Dreiteilige Wasserhahnenfuß ist eine Pflanzenart aus der Gattung Hahnenfuß und der Familie der Hahnenfußgewächse.

### Geographie und Geologie
Drei-Flüsse-Stadt oder Dreiflüssestadt nennen sich die Städte: Augsburg, Bad Friedrichshall, Baunach, Demmin, Gemünden am Main, Hann. Münden, Passau, Kronach, Pforzheim, Vilshofen an der Donau, Coburg.
Dreispitz, ist ein Gebirgsmassiv südlich des Thunersees im schweizerischen Berner Oberland.
Der Dreitannenriegel ist ein Berg im Bayerischen Wald.
Die Dreitorspitze ist ein mehrgipfliges, markantes Gebirgsmassiv im östlichen Teil des Wettersteingebirges.
Die Drei Schwestern sind drei Gipfel einer Bergkette im Rätikon, einer Gebirgsgruppe der westlichen Zentralalpen.
Die Drei Zinnen sind ein markanter Gebirgsstock in den Sextner Dolomiten an der Grenze zwischen den italienischen Provinzen Belluno im Süden und Südtirol im Norden.
Drei Gleichen ist die Bezeichnung für ein mittelalterliches Burgenensemble in Thüringen und für das Bergensemble, auf dem die Burgen stehen.
Die Drei-Brüder-Höhle (französisch Grotte des Trois-Frères) ist eine der drei Höhlen des Volp. Als Bilderhöhle des Jungpaläolithikums enthält sie berühmte Höhlenmalereien.
In der Geologie hat die Zahl 3 eine besondere Bedeutung im Zusammenhang mit der Trias, einem Erdzeitalter. Der Name „Trias“ leitet sich von der Dreiteilung in Buntsandstein, Muschelkalk und Keuper ab, die in Mitteleuropa besonders ausgeprägt ist. Diese Dreiteilung spiegelt sich auch in der Unterteilung der Trias in drei Serien wider: Untertrias, Mitteltrias und Obertrias. Der Name Trias leitet sich ursprünglich aus dem altgriechischen Wort „τριά“ ab und bedeutet im Deutschen „Dreiheit“ oder „Dreizahl“.

### Technik

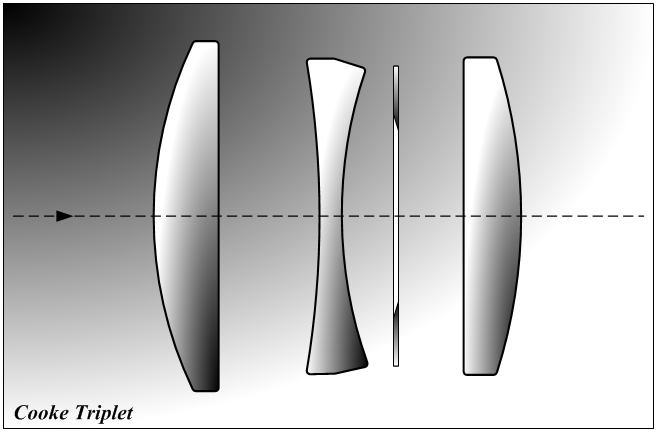
Das Cooke-Triplet

Das Cooke-Triplet ist ein dreilinsiges Objektiv. Triplet steht engl. für Dreiergruppe, Drilling oder auch Dreilinser.
Dreiphasenwechselstrom oder Drehstrom ist eine Form des Wechselstroms, bei der drei zueinander phasenverschobene Wechselspannungen wirken.
Der 3D-Druck (auch 3-D-Druck) ist eine Bezeichnung für alle Fertigungsverfahren, bei denen Material Schicht für Schicht aufgetragen wird, um dreidimensionale Gegenstände (Werkstücke) zu produzieren.
Die Drei-Schluchten-Talsperre ist eine Stauanlage im Jangtsekiang in der Volksrepublik China.

### Architektur
Nach dem antiken römischen Architekt, Ingenieur und Schriftsteller Vitruv beruht Architektur auf den drei Prinzipien, Stabilität (Firmitas), Nützlichkeit (Utilitas) und Anmut/Schönheit (Venustas). Dabei müssen alle drei Kategorien gleichermaßen und gleichwertig berücksichtigt werden.

### Gesellschaft

Symbol für Blinde

Symbol für Drei-Sterne-Restaurants

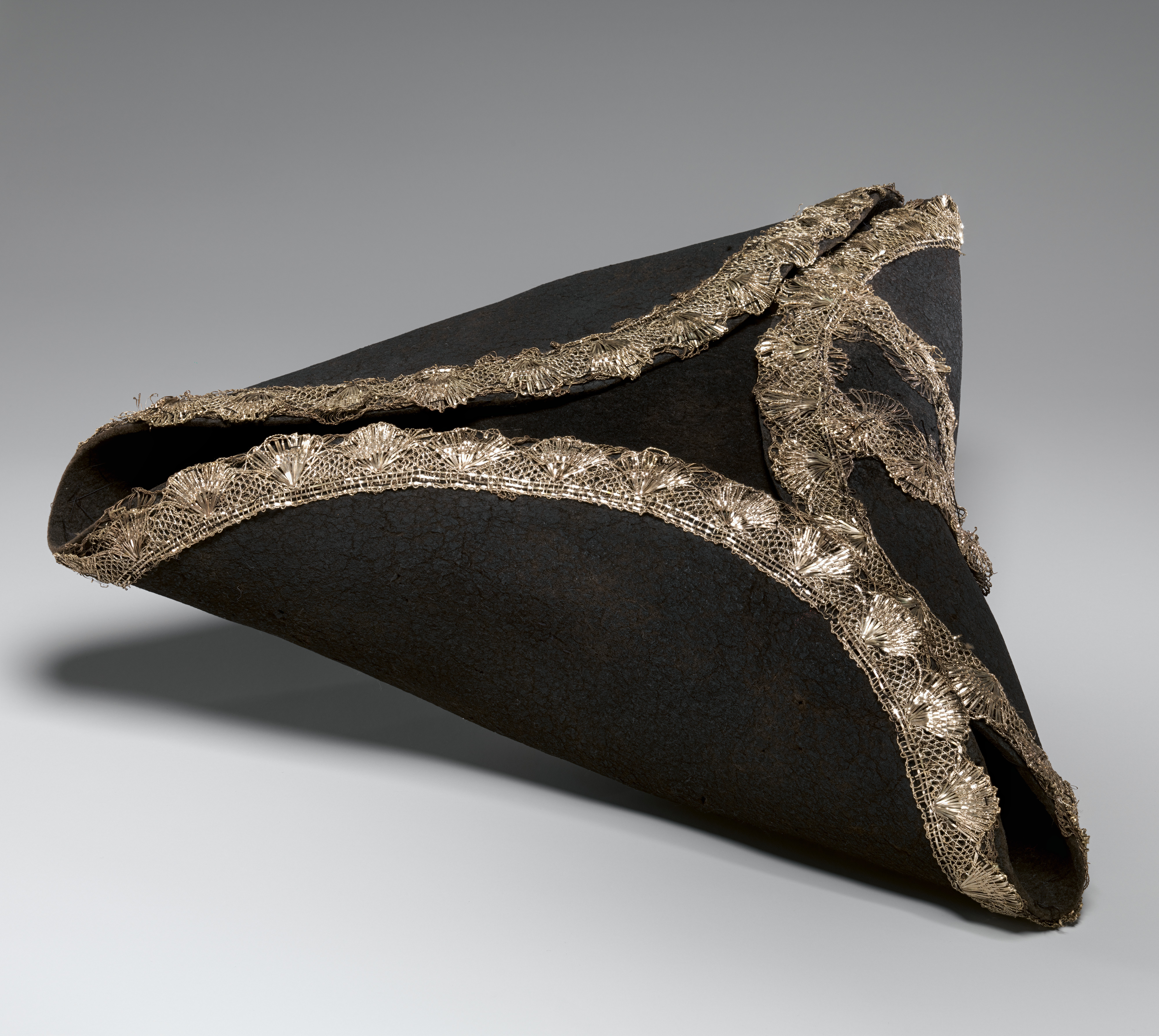
Italienischer Dreispitz, Mitte des 18. Jahrhunderts

Drei Menschen sind die kleinste Gruppe, in der bei Abstimmungen eine absolute Mehrheit den Ausschlag für eine Entscheidung geben kann. Viele kleine Entscheidungsgremien bestehen daher aus drei Mitgliedern, zum Beispiel Spruchkörper im deutschen Gerichtswesen wie das Schöffengericht oder die Kleine Strafkammer.
Rechtsstaatliche Systeme wie das von Deutschland fußen zumeist konstitutionell auf den drei Säulen Legislative, Judikative und Exekutive.
Die Soziale Dreigliederung nach Rudolf Steiner – auch Dreigliederung des sozialen Organismus – ist eine Forderung nach der konkreten Gestaltung der Gesellschaft, die Rudolf Steiner, der Begründer der Anthroposophie, einer spirituellen Weltanschauung, aufgestellt hat.
Trinitatis ist ein Fest im Kirchenjahr, das in der Westkirche am ersten Sonntag nach Pfingsten begangen wird. Deutsche Bezeichnungen sind Dreifaltigkeitssonntag oder Dreieinigkeitsfest.
Der Dreikönigstag ist in der katholischen Kirche das Hochfest der Erscheinung des Herrn, volkstümlich und in vielen Kalendern auch als Dreikönigsfest, Heilige Drei Könige und Heiligedreikönigstag bezeichnet.
Teams aus drei Personen sind dynamisch und können rasch entscheiden, das gilt auch für soziale und erotische Dreierbeziehungen, Triumvirat. Ein Triumvirat – abgeleitet von lat. tres viri („drei Männer“) – bezeichnet ein Bündnis von drei Personen, die gemeinsam die Macht in einem Gemeinwesen ausüben.
Dreisterne-General oder Generalleutnant ist ein militärischer Dienstgrad für Soldaten der Bundeswehr und des Bundesheeres sowie weiterer moderner und früherer Streitkräfte.
Drei-Sterne-Restaurants, sind entsprechend dem Guide Michelin Restaurants, die eine Reise wert sind und die eine einzigartige Küche bieten.
Unter dem Namen Drei plus Drei bildeten die skandinavischen Länder Dänemark, Finnland und Schweden sowie die baltischen Staaten Estland, Lettland und Litauen eine Kontaktgruppe.
Blinde oder hochgradig sehbehinderte Personen tragen zur Kenntlichmachung ihrer Beeinträchtigung manchmal ein Abzeichen oder eine Armbinde mit drei schwarzen Punkten auf gelbem Grund.
„Unter drei“ ist ein Code im deutschen journalistischen Sprachgebrauch. Er bezeichnet die informelle Regel, dass weder Quelle noch Inhalt genannt werden dürfen, die erhaltenen Informationen absolut vertraulich behandelt werden müssen und ausschließlich für den Hintergrund bestimmt sind (verdeckte Information).
Der Dreispitz oder auch Dreimaster, ist eine Hutform mit dreiteilig nach oben geklappter Krempe und die Bezeichnung für die in Dreiecksform gefaltete Flagge der Vereinigten Staaten.

### Geschichte

Die drei Stände, Kleriker, Ritter und Bauer um 1285

Die Zeit der Drei Reiche ist eine Epoche (ca. 208–280 n. Chr.) in der Geschichte Chinas.
Die mittelalterliche und frühneuzeitliche Gesellschaft Europas gliederte sich in drei Stände. Stände sind gesellschaftliche Gruppen, die durch rechtliche Bestimmungen voneinander abgetrennt sind.
Das Trivium (lateinisch für „Dreiweg“) bezeichnete die drei sprachlichen Fächer der sieben freien Künste:
- Grammatik: formal richtig reden
- Dialektik: inhaltlich richtig reden
- Rhetorik: richtig verständlich reden

Der Dreikönigenschrein im Kölner Dom ist ein Reliquiar, das aus der Zeit Ende des 12. Jahrhunderts stammt.
Die französische Julirevolution von 1830 wird im französischen Sprachraum auch als „Die Drei Glorreichen“ (Les Trois Glorieuses) bezeichnet.
Ursprünglich orientierte sich die Breite der Hoheitsgewässer an der Kontrollierbarkeit mit Geschützfeuer von Land aus. Deshalb einigte man sich auf die Weite eines Kanonenschusses mit einheitlich drei Seemeilen, die Drei-Meilen-Zone.

### Philosophie
Die Drei-Welten-Lehre ist eine Art und Weise, die Welt zu betrachten. Dabei geht man davon aus, dass es drei verschiedene Welten gibt: die Außenwelt, die Welt des Bewusstseins und die Welt der objektiven Gedankeninhalte. Die Außenwelt ist dabei alles, was wir mit unseren Sinnen wahrnehmen können. Die Welt des Bewusstseins umfasst alles, was wir fühlen und empfinden. Die Welt der objektiven Gedankeninhalte sind zum Beispiel mathematische Sätze.
In der Philosophie steht die Triade für eine Dreiheit, die oft in dialektischen Prozessen verwendet wird. Damit sollen Gegensätze überwunden und eine Synthese erreicht werden. Ein klassisches Beispiel ist die Struktur von These, Antithese und Synthese. Triadisches Denken findet sich in verschiedenen philosophischen Traditionen, zum Beispiel im Neuplatonismus, wo es als grundlegendes Strukturprinzip dient. Eine Dreiteilung in Logos, Psyche und Physis findet man bereits in der klassischen griechischen Philosophie.
Philosophiegeschichtlich ist die Metaphysik, eine der Grunddiziplinen der Philosophie, vor allem durch drei Grundfragen geprägt:
1. Gibt es Arten von Dingen, die für die Existenz anderer Arten grundlegend sind? (Aristoteles’ „Kategorien“)
2. Gibt es eine erste/letzte Ursache, von deren Existenz die Existenz von allem anderen abhängt? (Aristoteles)
3. Warum gibt es überhaupt etwas und nicht nichts? (nach Gottfried Wilhelm Leibniz,[42] von Martin Heidegger zur Grundfrage erklärt[43])

Die Unterscheidung dreier Naturreiche (Mineralien, Pflanzen und Tiere) durch den antiken griechischen Philosophen Aristoteles (384–322 v. Chr.) blieb in der Philosophie und der Biologie lange Zeit maßgeblich.
Nach Auffassung des antiken Philosophen Plato setzt sich die Seele aus einem begehrenden, einem muthaften und einem vernünftigen Teil zusammen.
Zu den Errungenschaften, die man dem antiken griechischen Philosophen Pythagoras (570–510 v. Chr.) zugeschrieben hat, gehören die drei mathematischen Mitteln (arithmetisches, geometrisches und harmonisches Mittel).
Das antike Lehrgebäude der stoischen Philosophieschule kennt drei Kernaspekte, die Physik, die sich mit dem Kosmos befasst, die Logik, die Erkenntnis, Erklärung und Beweisführung umfasst, sowie der Ethik, die sich mit dem menschlichen Leben beschäftigt und den Mittelpunkt der stoischen Philosophie bildet.
Dabei nahm Philon auf die Dreiheitslehre der Pythagoreer Bezug.
Plutarch (145–125) ging auf die Sonderstellung der Dreiheit ein. Er befand, die Dreizahl sei ihrem Wesen nach vollkommen. Sie sei die erste der ungeraden Zahlen und der Anfang der Vielheit.
Der römische Philosoph Seneca fasste die Bewegungen der drei Grazien der römischen Mythologie als vollständige Darstellung der Großmut auf.
Der Kirchenlehrer Augustinus von Hippo (354–430) argumentiert, dass es nur durch die Trinität möglich sei, dass Liebe ein ewiger Wesenszug Gottes sein kann.
Der Franziskaner, Philosoph und Theologe der Scholastik Bonaventura (1221–1274) war der Auffassung, dass Aristoteles und seine Anhänger sich dreifach irrten und dreifach blind waren, indem sie die Urbildlichkeit, die göttliche Vorsehung und die göttliche Einrichtung des Weltlaufs bestritten (dreifacher Irrtum). Außerdem seien sie blind bezüglich der behaupteten Ewigkeit der Welt, der angenommenen Einheit des Intellekts und der geleugneten Strafe und Glückseligkeit nach diesem Leben (dreifache Blindheit).
Der deutsche Philosoph Christian Wolff (1679–1754), postulierte drei Hauptarten (historische, philosophische, mathematische) der Erkenntnis.
Der deutsche Philologe und Philosoph Friedrich Nietzsche (1844–1900) beschreibt drei Stadien (Kamel, Löwe, Kind), die der menschliche Geist im Laufe der Wahrheits- und Selbstfindung durchläuft.
Ernst Bloch (1885–1977), ein anderer deutscher Philosoph, entwickelte eine Philosophie des „Tertium“, also des Dritten, einer Lage zwischen Nicht-Mehr- und Noch-Nicht-Sein
Dreiwertige Logiken (auch: ternäre Logiken) unterscheiden sich von der klassischen Logik dadurch, dass das Prinzip der Zweiwertigkeit (binär) aufgegeben wird. Dies bedeutet, dass es statt zwei Wahrheitswerten drei gibt, nämlich anstatt nur „wahr“ und „falsch“ außerdem noch „unbekannt“, „unbestimmt“, „möglich“ oder „Don’t-Care“ .

### Psychologie
Die Psychologie kennt drei Analysenebenen, die einander ergänzen. Diese drei zentralen Analyseebenen (biologische, soziokulturelle, psychologische) beeinflussen und steuern das Verhalten und die mentalen Prozesse eines Individuums.
Als Triade bezeichnet man in der systemischen Familientherapie das Beziehungssystem zwischen drei Personen (z. B. Vater–Mutter–Kind).
Dunkle Triade oder auch Dunkler Dreiklang werden die Persönlichkeitsmerkmale von Narzissmus, Machiavellismus und subklinischer Psychopathie (also Soziopathie) und ihre Zusammenhänge genannt.

### Sport
Dreiseitiger Fußball (auch Dreiseitenfußball) ist eine Variante des Fußballs mit drei statt zwei Mannschaften. Das Spiel wurde von Asger Jorn erdacht. Damit wollte er seine Idee der Dreiwertigen Logik veranschaulichen.
Der Dreisprung ist eine Disziplin der Leichtathletik; Dreikampf und Triathlon kombinieren drei Sportdisziplinen. Bei Volleyball sind einer Mannschaft 3 Ballberührungen erlaubt, bei Basketball 3 Halbschritte beim Dribbeln mit dem Ball. Karambolagebillard wird mit 3 mechanisch identen Kugeln gespielt, eventuell als Dreiband-Variante. Triathlon ist eine Ausdauersportart, bestehend aus einem Mehrkampf der Disziplinen Schwimmen, Radfahren und Laufen.
Drei Tore in einem Mannschaftsspiel oder drei Erfolge in Serie werden im Sport als Hattrick bezeichnet.

### Kunst, Musik Literatur
Ein aus drei Teilen oder Einzelwerken bestehendes Werk bezeichnet man in der Bildenden Kunst als Triptychon, in Literatur, Film und Musik meist als Trilogie.

Drei Sterne Schulterstück in der US-Armee

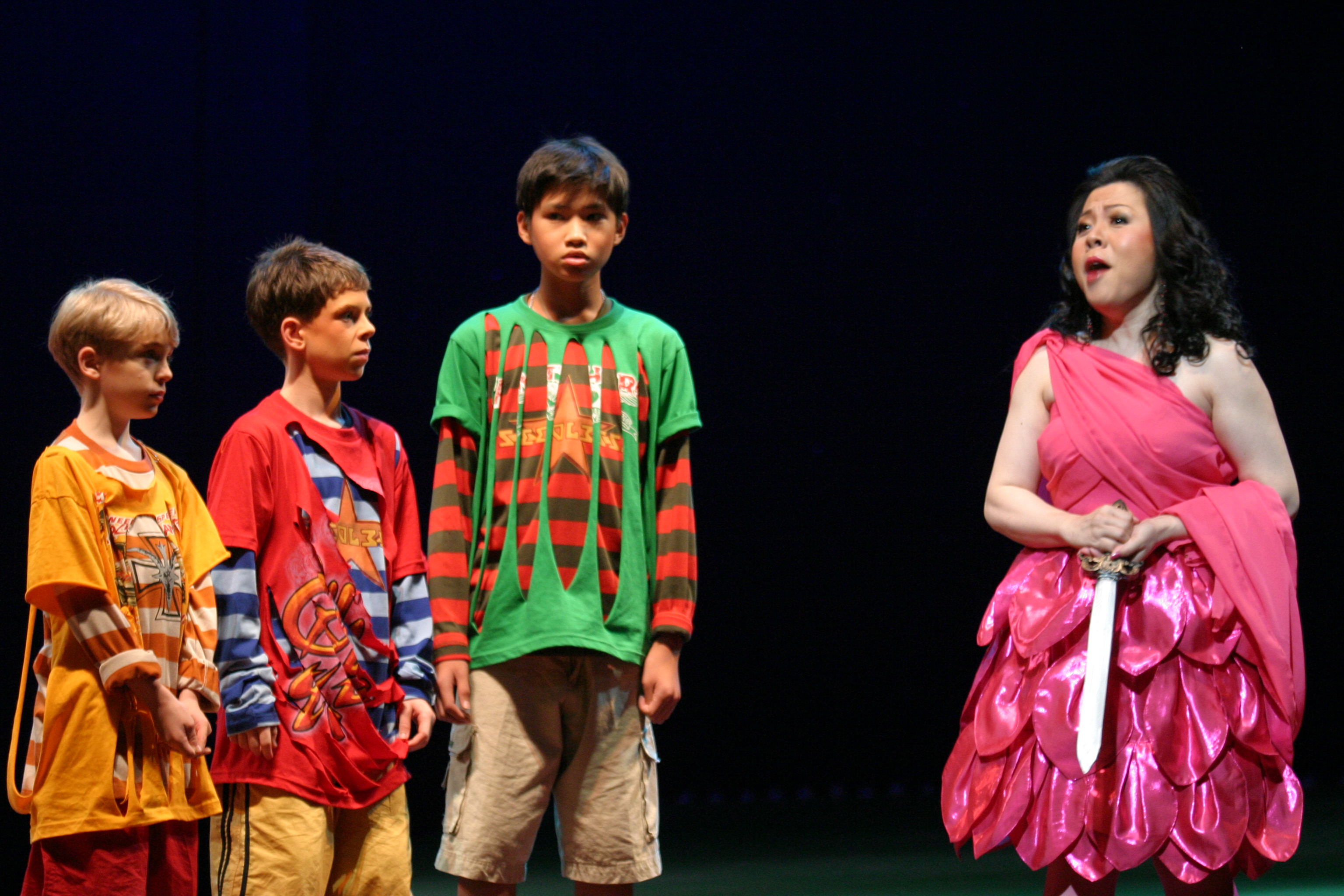
Die Zauberflöte die Drei Knaben und Pamina

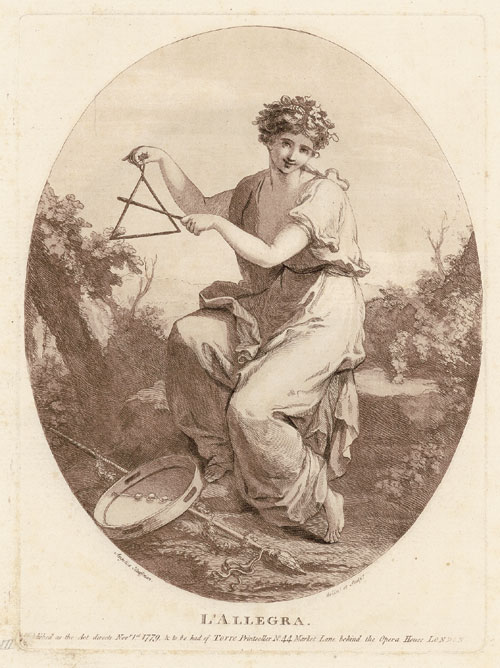
Ein Triangel auf einem Bild von Angelika Kauffmann

Die abendländische Harmonik in der Musik beruht auf dem Ordnen verschiedener Töne zu Dreiklängen. Wiewohl der Dreiklang aus drei Klängen besteht, so vereinigt er sich doch zu einem Klang.
Terz (von lateinisch tertia: „die Dritte“) bezeichnet in der Musik das Intervall, das drei Stufen einer diatonischen Tonleiter umspannt.
In der barocken Deutung der Trinität finden sich Hinweise, dass die pythagoreisch-platonische Ideenlehre eine symbolhafte Darstellung der Trinität sei.
Das Triangel (wohl über italienisch triangulo von lateinisch triangulum „Dreieck“) ist ein Schlaginstrument in der Form eines gleichseitigen Dreiecks.
Trios in der Rockmusik werden auch Powertrios genannt. Die Besetzung ist meist Gitarre, Bass und Schlagzeug. Bekannte Rocktrios mit dieser Besetzung sind zum Beispiel The Jimi Hendrix Experience, Cream, The Police oder ZZ Top. Ein Vertreter des Trios mit Keyboard war Emerson, Lake and Palmer. Eine minimalistische Trio-Variante spielte die deutsche Band Trio mit dem Song Da Da Da ich lieb dich nicht du liebst mich nicht aha aha aha.
Der Tritonus ist ein musikalisches Intervall, das drei Ganztöne umspannt.
Die drei Tenöre (internationale Bezeichnung: The Three Tenors) waren ein Gesangstrio aus den drei Opernsängern Plácido Domingo, Luciano Pavarotti und José Carreras.
Drei Chinesen mit dem Kontrabass ist ein Kinderlied, das im gesamten deutschen Sprachraum verbreitet ist.
Drei Schwestern (russisch: Три сестры, international übliche Schreibweise: Tri Sestri) ist eine Oper in drei Sequenzen nach Anton Tschechows Drama Drei Schwestern.
Die Liebe zu den drei Orangen ist eine Oper von Sergei Prokofjew in vier Akten.
In der Oper Die Zauberflötte von Wolfgang Amadeus Mozart kommt die Drei oft vor, die Schlange wird in drei Teile zerschnitten, drei Damen stehen im Dienst der Königin, drei Knaben unter dem Befehl von Sarastro, es gibt drei Sklaven, die eine gesprochene Rolle spielen, drei Türen des Tempels, drei Musikinstrumente, drei Prüfungen, drei Erscheinungen der Königin, ein dreimal zu hörender Donner usw.
Die Sonate Nr. 3 in B-Dur von Wolfgang Amadeus Mozarts ist eine Klaviersonate mit drei Sätzen.
Die Dreigroschenoper ist ein Theaterstück von Bertolt Brecht mit Musik von Kurt Weill.
In der 1942 erschienenen Erzählung Runaround postulierte der US-amerikanische Science-Fiction Autor Issac Asimov drei Robotergesetze.
Die Trilogie des Scheiterns ist eine Romantrilogie des deutschen Schriftstellers Wolfgang Koeppen, die aus drei Hauptwerken (Tauben im Gras, Das Treibhaus, Der Tod in Rom) besteht.
Die drei Sonnen ist ein Science-Fiction-Roman des chinesischen Autors Liu Cixin.
- Drei, ist der Titel eines im Jahre 1987 veröffentlichten Romans des Schriftstellers Stephen King und der zweite Band der Trilogie Der Dunkle Turm.
- Drei, Prosaband von Péter Zilahy, Stuttgart (Akademie Schloss Solitude) 2003.
- Die drei ??? ist eine Jugendbuch-Reihe.
- Die drei Musketiere (Französisch: Les Trois Mousquetaires) ist eine Roman-Trilogie vom französischen Schriftsteller Alexandre Dumas.

Die drei ??? ist eine Hörspielserie, die auf der gleichnamigen Jugendbuchserie beruht.

#### Märchen
In Märchen erscheint die Drei hauptsächlich in den drei Grundformen, drei Brüder, drei Wünsche, drei Prüfungen.
Typisch für die Struktur von Märchen ist oft ein dreiteiliger Aufbau mit Steigerung in der dritten Periode (z. B. drei Aufgaben, drei Brüder oder Schwestern). Diese Struktur erfüllt bestimmte Funktionen, die mit „archetypischen“ Akteuren verbunden sind (z. B. Held, Gegenspieler, Helfer), und ist schon in der Antike aufzufinden. Im Märchen ist die Dreiheit ebenso häufig wie in der Mythologie.
Beispiele dafür sind:
- Drei Söhne oder Töchter des Königs oder des Müllers.
- Drei Wünsche der (guten) Fee.
- Drei zu bestehende Prüfungen.

Das Bild der drei Blutstropfen auf weißem Untergrund verbindet Schneewittchen mit dem Grimm-Märchen Die Gänsemagd: Hier sind drei Blutstropfen in einem Taschentuch neben dem Pferd Fallada das einzige Unterpfand für Leben und Achtung der Prinzessin. In dem Grimm-Märchen Der Liebste Roland haben drei Blutstropfen der feindlichen Hexentochter eine bannende und rettende Wirkung. Die Dreizahl der Blutstropfen in Schneewittchen korrespondiert auch mit den drei bedrohlichen Besuchen der Stiefmutter, bei denen sie in Form todbringender Geschenke die drei Attribute der römischen Göttin Venus überreicht.
Märchen mit drei im Titel:
- Der Teufel mit den drei goldenen Haaren, hier kommt das Motiv der drei Prüfungen dreifach verschachtelt vor.
- Die drei Zitronen (neapolitanisches Original: Le tre cetra) ist ein italienisches Märchen.
- Die drei Brüder
- Die drei dummen Teufel
- Die drei Faulen
- Die drei Federn, Märchen der Gebrüder Grimm.
- Die drei Federn, Bechstein: „Nach einem Volksliede.“[63]
- Die drei Feldscherer
- Die drei Gaben
- Die drei Glückskinder
- Die drei grünen Zweige, bedeuten symbolisch Glaube, Liebe und Hoffnung.[64]
- Die drei Handwerksburschen
- Die drei Hochzeitsgäste, ist ein Tiermärchen mit drei Hunden.
- Die drei Hunde
- Die drei kleinen Schweinchen, ist ein englisches Märchen, das unter anderem von Joseph Jacobs veröffentlicht wurde.
- Die drei Männlein im Walde
- Die drei Musikanten
- Die drei Nüsse, die Heldin erhält drei Nüsse und drei Gespräche mit dem Helden. Beim dritten Gespräch erkennt der Held Sie.
- Die drei Schlangenblätter
- De drei schwatten Prinzessinnen (Die drei schwarzen Prinzessinnen)
- Die drei Spinnerinnen
- Die drei Sprachen. Ein Sohn geht dreimal zu berühmten Meistern, bei denen er drei Tiersprachen lernt.
- De drei Vügelkens
- Die drei Wünsche
- Goldlöckchen und die drei Bären

Weitere Märchen:
- Die Knaben mit den goldnen Sternlein
- Die goldene Gans, der benachteiligte von drei Brüdern erfüllt drei Bedingungen und übertrumpft seine Brüder.
- De beiden Künigeskinner (Die beiden Königskinder), der Held überwacht drei Mädchen und löst drei Aufgaben.
- Rumpelstilzchen, der Zwerg hilft der Müllerstochter dreimal.
- Schneewittchen, drei Mordversuche durch die Stiefmutter.

#### Film
Im Films 2001: Odyssee im Weltraum erscheint die Zahl Drei in allen erdenklichen Variationen. In der ersten Einstellung werden die drei Himmelskörper Mond, Erde und Sonne übereinander aufgereiht. Dreimal erscheint im Film diese Konjunktions-Einstellung. Die Stimmenerkennungsdienst-Terminals der Raumstation sind zu je drei Einheiten zusammengefasst und haben drei Durchgänge. Im zweiten Teil des Films sind drei Landemanöver zu sehen. Der Zuschauer erlebt drei Geburtstage (Floyds Tochter, Poole, das neugeborene „Sternenkind“ am Ende des Films). Dreimal gleitet die Discovery One an der Kamera vorbei. Die Besatzung der Discovery One besteht aus drei aktiven (HAL, Poole, Bowman) und drei passiven Mitgliedern. Das Bug der Discovery One birgt drei Raumgondeln in sich. Obwohl die Besatzung der Discovery One aus fünf Menschen besteht, sind nur drei Raumanzüge zu sehen. Die AE-35-Einheit, die sich aus drei Parabolantennen zusammensetzt, fällt angeblich in 72 Stunden aus, sprich in drei Tagen. Die KI HAL trägt in ihrem Emblem drei Nullen (die Bodenkontrolle bezeichnet ihn als „neun-dreimal-null-Bordcomputer“). Bevor sich Bowman in die Notluftschleuse katapultiert, drückt er zuerst drei Knöpfe und betätigt anschließend drei Schalter. Dreimal tritt Bowman seiner gealterten Inkarnation gegenüber. Im Badezimmer hängen drei Handtücher. Drei biblische Gebote kommen im Laufe des Films zum Vorschein: „Du sollst nicht töten.“(Deut 5,17 ) „Du sollst Dir kein Bildnis machen.“(Deut 5,8 ) und „Du sollst keine anderen Götter neben mir haben.“(Deut 5,7 ) Der letzte Teil des Films besteht aus drei Sequenzen. In der letzten Szene sind drei Himmelskörper (Mond, Erde, überdimensionales Neugeborenes) zu sehen. Die Zahl drei entspricht nicht nur jenen drei Dimensionen, die Stanley Kubricks Kameramann auf der zweidimensionalen Leinwand vor Augen führt, sondern sie verweist auch auf die Dreifaltigkeit.

##### Trilogien (Auswahl)
- Drei-Farben-Trilogie – Drei Farben: Blau, Drei Farben: Weiß, Drei Farben: Rot – ist eine Spielfilm-Trilogie des polnischen Regisseurs Krzysztof Kieślowski über die drei Schlagworte der Französischen Revolution – Freiheit, Gleichheit und Brüderlichkeit.
- In der sogenannten BRD-Trilogie von Rainer Fassbinder – Die Ehe der Maria Braun, Lola (1981) und Die Sehnsucht der Veronika Voss (1982) – wird anhand von Frauenschicksalen die deutsche Nachkriegsgeschichte beleuchtet.[66]
- Die Paradies-Trilogie umfasst drei Filme von Ulrich Seidl aus den Jahren 2012 und 2013.

##### Filme mit der Zahl drei im Titel (Auswahl)
- Aller guten Dinge sind drei ist eine 1979 gedrehte, deutsche Fernsehkomödie in drei Episoden mit Heinz Rühmann in der Hauptrolle.

- Die Drei ist eine 27-teilige Krimiserie von Karl Heinz Willschrei mit Hannelore Hoger, Uwe Bohm und Zacharias Preen in den Hauptrollen, die 1996 und 1997 in zwei Staffeln erstausgestrahlt wurden.
- Die drei kleinen Schweinchen ist ein US-amerikanischer animierter Kurzfilm von Burt Gillett (1933).
- Die drei Tage des Condor ist ein US-amerikanischer Politthriller bzw. Agentenfilm aus dem Jahr 1975, von Sydney Pollack.[67]
- Die drei Königskinder ist ein deutscher Märchenfilm aus dem Jahr 2019, nach Motiven von Johann Wilhelm Wolf und Wilhelm Busch. Die Fernseh-Erstausstrahlung erfolgte 2019.
- Die Drei von der Müllabfuhr ist eine Fernsehfilmreihe der ARD, die seit März 2019 in unregelmäßigen Abständen ausgestrahlt wird.
- Die Drei von der Tankstelle ist eine deutsche Filmkomödie von Hans Wolff aus dem Jahr 1955, die wiederum eine Neuverfilmung der populären Musikkomödie Die Drei von der Tankstelle aus dem Jahr 1930 ist.
- Drei ist ein 2010 gedrehter Liebesfilm und Drama vom deutschen Filmregisseur Tom Tykwer.[68]
- Drei Engel für Charlie ist eine US-amerikanische Krimiserie aus den 1970er und 1980er Jahren.
- Drei gegen Drei ist eine deutsche Verwechslungskomödie mit der Neue-Deutsche-Welle-Band Trio aus dem Jahr 1985.
- Der Märchenfilm Drei Haselnüsse für Aschenbrödel gehört seit 1973 zum Standardprogramm deutschsprachiger TV-Sender.
- Drei Herren ist ein österreichischer Film des Regisseurs Nikolaus Leytner mit dem Hauptdarsteller Ottfried Fischer, der wurde 1997 in Niederösterreich, gedreht wurde.[69]
- Drei Männer im Schnee ist ein deutscher Spielfilm des Regisseurs Alfred Vohrer aus dem Jahr 1974. Die Komödie adaptiert den gleichnamigen Roman von Erich Kästner, der erstmals 1955 verfilmt worden war.
- In 3 Tagen bist du tot ist ein österreichischer Horrorthriller von Andreas Prochaska aus dem Jahr 2006.